# Úrsula Bernath
Úrsula Bernath (26 de diciembre de 1915, Leipzig, Imp. Alemán-25 de marzo de 2011, Ciudad de México, México) fue una fotógrafa natal de Alemania. Gran parte de su actividad fue realizada en México, y destaca su trabajo sobre los indígenas y tradiciones mexicanas.

## Biografía
Bernath nació en la ciudad alemana de Leipzig el 26 de diciembre de 1915, en el seno de una familia judía. Tras la Segunda Guerra Mundial, emigró a México en 1946, viuda y con tres hijos. Fue en este país donde conoció al cineasta checo Viktor Albrecht Blum, quien se convertiría en su mentor.
Debido a su acercamiento a figuras como Tina Modotti, Diego Rivera, Gertrude Duby Blom, entre muchos otros, comenzó a tener un especial interés en el indigenismo en México, tendencia cultural de la época en la que se buscaba una definición de la identidad nacional mexicana y que colocó su trabajo en la línea de la fotografía antropológica al capturar ritos, costumbres y tradiciones de algunos de los pueblos indígenas. Esta etapa es por la que mayormente se conoce el trabajo de Úrsula Bernath.

## Obras
Gran parte de la fotografía realizada por Bernath fue publicada en dos libros de su autoría, aunque también su trabajo se usó para diversas revistas y periódicos.
- Tu eres mi hermano: una historia de esperanza infantil por el Padre Wasson (1975).
- Mexico: the land, the art, and the people, en coautoría con Richard Grossmann (1967).[5]